# 珀蒂努瓦尔
珀蒂努瓦尔（法語：Petit-Noir，法語發音：[pəti nwaʁ]，意为“小黑”）是法国汝拉省的一个市镇，位于该省西部，属于多勒区。

## 地理
珀蒂努瓦尔（46°56'14"N, 5°20'32"E）面积20.52 平方千米，位于法国勃艮第-弗朗什-孔泰大區汝拉省，该省份为法国东部内陆省份，北起上索恩省，西北接科多尔省，西临索恩-卢瓦尔省，南至安省，东与杜省和瑞士接壤。
与珀蒂努瓦尔接壤的市镇（或旧市镇、城区）包括：舍曼、杜河畔隆维、阿南-博瓦桑、莱赛、布雷斯地区穆捷、纳布朗阿贝尔热芒、弗雷特朗、阿努瓦尔。

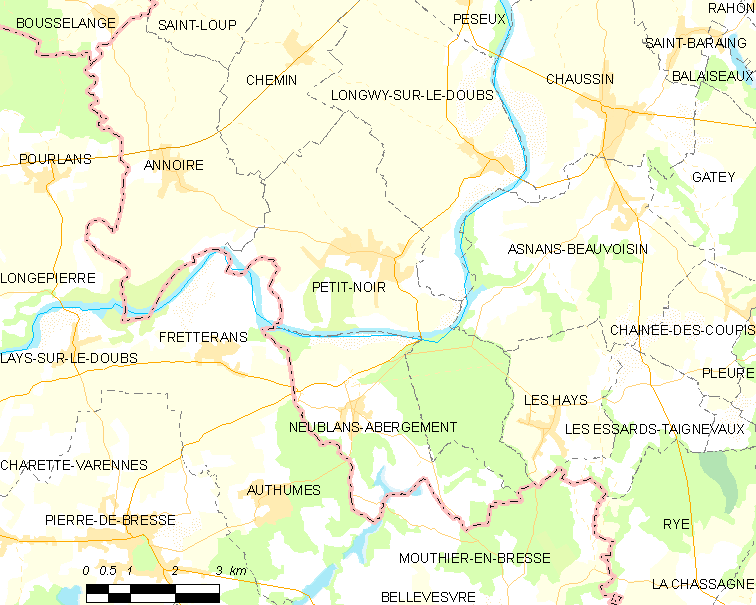
珀蒂努瓦尔的OSM定位图

珀蒂努瓦尔的时区为UTC+01:00、UTC+02:00（夏令时）。

## 行政
珀蒂努瓦尔的邮政编码为39120，INSEE市镇编码为39415。

## 政治
珀蒂努瓦尔所属的省级选区为塔沃县。

## 人口

1962-2008年间珀蒂努瓦尔人口变化图示

珀蒂努瓦尔于2022年1月1日时的人口数量为1063人。